# Proclinopyga pervaga
Proclinopyga pervaga är en tvåvingeart som beskrevs av Collin 1941. Proclinopyga pervaga ingår i släktet Proclinopyga och familjen dansflugor. Inga underarter finns listade i Catalogue of Life.